# Axylia sicca
Axylia sicca är en fjärilsart som beskrevs av Achille Guenée 1852. Axylia sicca ingår i släktet Axylia och familjen nattflyn. Inga underarter finns listade i Catalogue of Life.